# Juan Ladrillero

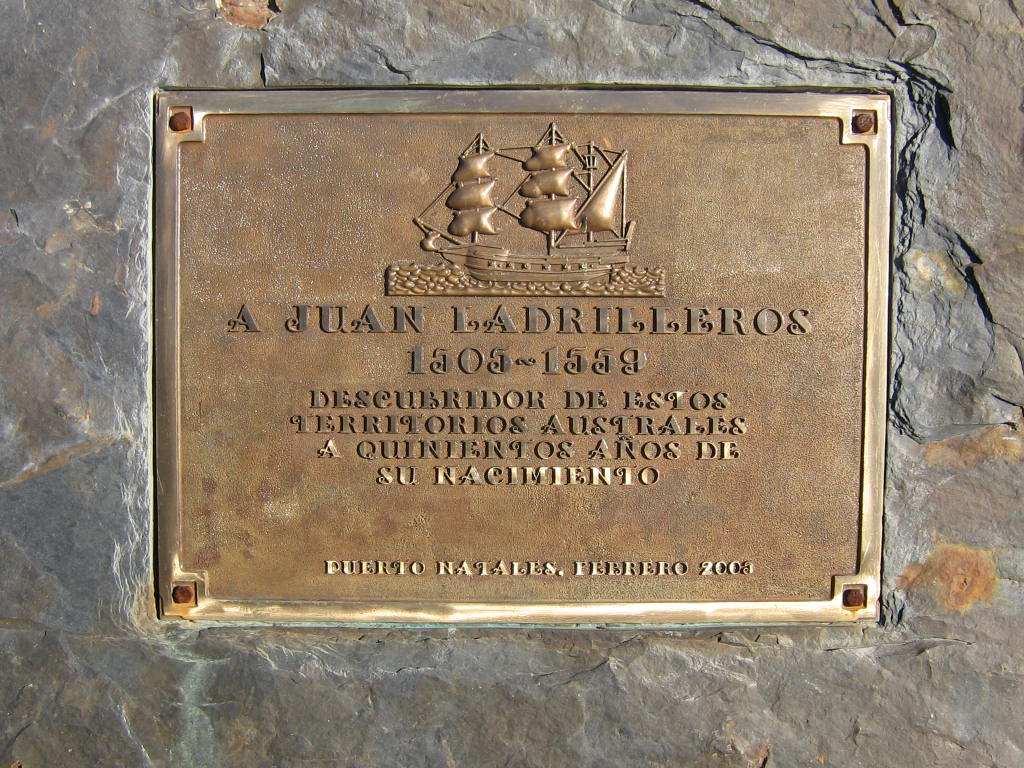
Placa em homenagem a Juan Ladrillero em Puerto Natales, Chile

Juan Ladrillero (Moguer 1505 - 1574)  foi um navegador, cartógrafo e explorador espanhol de grande importância. Após Fernão de Magalhães, Ladrillero é reconhecido como o segundo explorador mais importante na descoberta do estreito de Magalhães, tendo sido o primeiro a navegar por ele completamente em ambas as direções.

## História
Em sua juventude, Juan Ladrillero estudou navegação, cosmografia e astrologia em sua cidade natal. Realizou diversas viagens às Índias e, em 1535, obteve a licença necessária para comandar uma embarcação rumo ao Novo Mundo.
Em 1537, explorou os mares do sul. Em 1540, fundou a cidade colombiana de Buenaventura. Em 1545, chegou a Quito.  Após se aposentar da vida marítima, estabeleceu-se com sua família em La Paz.

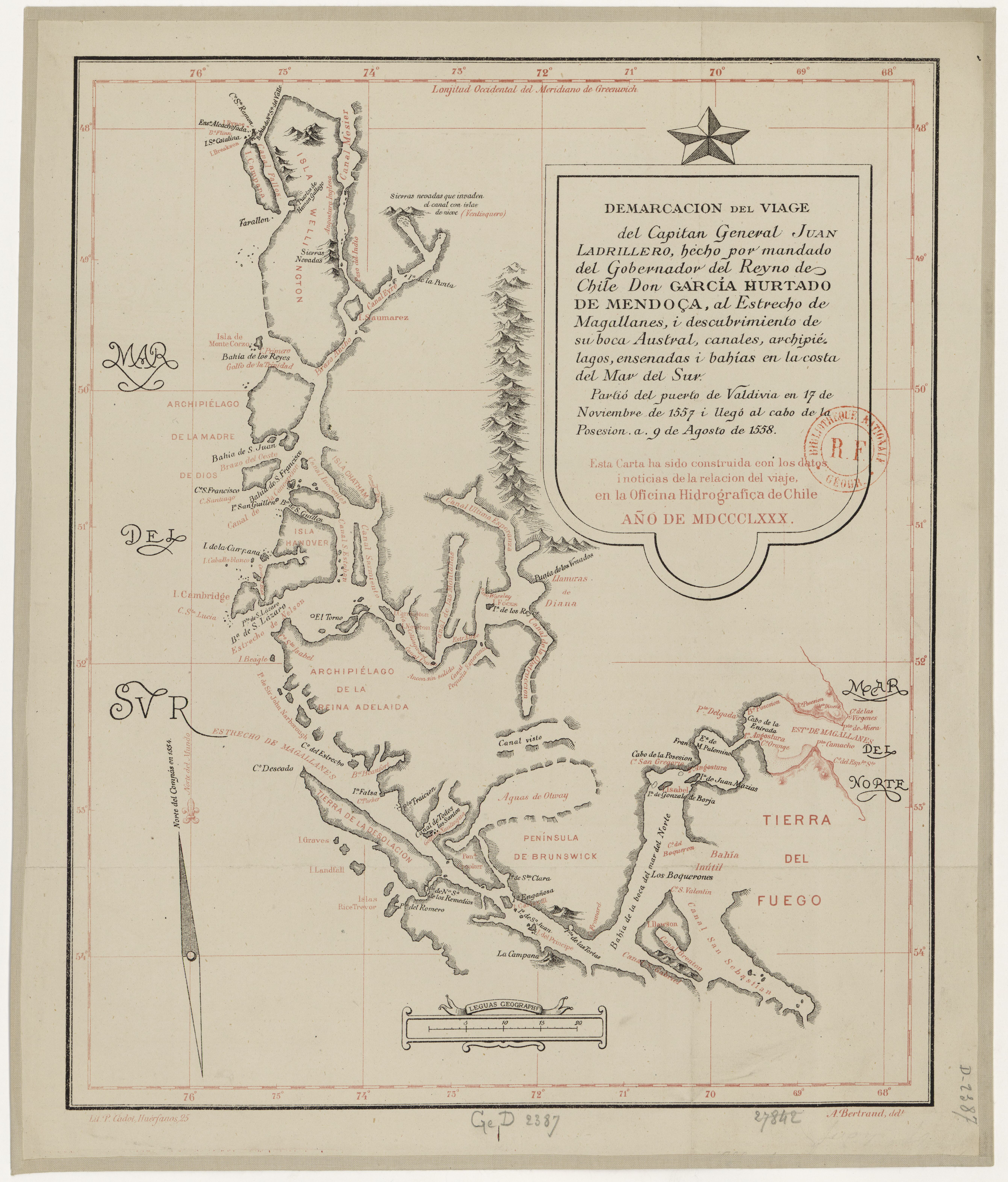
Mapeamento da exploração efetuada por Ladrillero na região do estreito de Magalhães

Em 1556, foi convocado pelo vice-rei Dom Andrés Hurtado de Mendoza para acompanhar seu filho Dom García Hurtado de Mendoza, que assumia o governo do Reino do Chile. No Chile, recebeu a missão de explorar a entrada oeste do estreito de Magalhães e a costa atlântica da Patagônia. Comandou uma frota de duas naus, a San Luis e a San Sebastián, explorando o estreito em ambas as direções. Zarpou de Valdivia no final de 1557 e retornou em janeiro de 1559, completando com sucesso esta expedição marítima de grande importância para a história do Chile.

### Legado
Dentre o legado deixado por Ladrillero tem-se como principais a fundação da cidade de Buenaventura na Colômbia e a exploração da Patagônia Chilena incluindo o canal de Magalhães e diversos fiordes existentes na região.